# Tokyo International Viola Competition
Le Tokyo International Viola Competition est un concours d'alto créé en 2009. 
Il s'agit du premier concours asiatique dédié exclusivement à l'alto et se déroule en collaboration avec Viola Space, un festival de violon de trois ans fondé en 1992 par Nobuko Imai.
Outre la reconnaissance financière des trois lauréats, plusieurs prix spéciaux sont décernés, dont des instruments et cordes donnés pour l'événement, le prix du vote du public, le prix de la meilleure interprétation d'une composition japonaise et des invitations à jouer dans divers festivals internationaux.

## Résultats
| Edition | Année | 1er prix      | 2e prix          | 3e prix                   | Références |
| ------- | ----- | ------------- | ---------------- | ------------------------- | ---------- |
| 1       | 2009  | Sergej Malov  | Dimitri Murrath  | Veit Bebedikt Hertenstein | [ 2 ]      |
| 2       | 2012  | Wenting Kang  | Barbara Buntrock | Kimi Makino               | [ 3 ]      |
| 3       | 2015  | Andrea Burger | Kei Tojo         | Louise Desjardins         | [ 4 ]      |
| 4       | 2018  | Luosha Fang   | Sejune Kim       | Ziyu Shen                 | [ 5 ]      |